# 한국디자인학회
한국디자인학회는 디자인분야의 이론과 실천적 학문 탐구 활동을 행하는 단체로 1978년 10월에 설립되었다. 디자인 국제학술대회 및 국제초대전, 디자인 포럼 등을 개최하고 디자인 정기저널을 비롯한 디자인 전문도서 발간, 해외 디자인 네트워크 발굴 및 교류 등을 수행한다.

## 설립 일자
1987년 10월 (재발족일자 1994년 5월 28일)

## 설립 목적
디자인 제 영역에 걸친 이론적이고 실제적인 학문적 탐구를 통하여 디자인학의 위상을 정립하고 정보화, 국제화 시대에 부응하여 회원상호간의 적극적인 정보 교류는 물론 국제 학술교류를 통하여 사회에 공헌함을 목적으로 함.

## 목적 사업
- 학술대회 및 강연회 개최
- 학술지 및 기타 도서 발간
- 정부기관, 학계 및 산업계간의 공동 협력사업 추진
- 국외 디자인 단체와의 교류
- 기타 디자인계 발전을 위한 제반사업

## 회원수
2019년 10월 기준 누적회원 6,782명, 도서관 누적회원 102곳

## 역대 단체장
| 역임기간                         | 성명   | 소속                    |
| -------------------------------- | ------ | ----------------------- |
| 초대                             | 박대순 | 한양대학교 명예교수     |
| 제2대 (1994년 5월~1995년 12월)   | 김영기 | 이화여자대학교 교수     |
| 제3대 (1996년 1월~1997년 12월)   | 오근재 | 전 홍익대학교 교수      |
| 제4·5대 (1998년 1월~2001년 12월) | 김명석 | 한국과학기술원 교수     |
| 제6대 (2002년 1월~2003년 12월)   | 박영순 | 연세대학교 명예교수     |
| 제7대 (2004년 1월~2005년 12월)   | 이순종 | 서울대학교 교수         |
| 제8대 (2006년 1월~2007년 12월)   | 우흥룡 | 서울산업대학교 교수     |
| 제9대 (2008년 1년~2009년 12월)   | 이건표 | 한국과학기술원 교수     |
| 제10대 (2010년 1월~2011년 12월)  | 김종덕 | 홍익대학교 교수         |
| 제11대 (2012년 1월~2013년 12월)  | 고영란 | 한성대학교 교수         |
| 제12대 (2014년 1월~2015년 12월)  | 홍정표 | 전북대학교 교수         |
| 제13대 (2016년 1월~2017년 12월)  | 박인석 | 한국종합예술대학교 교수 |
| 제14대 (2018년 1월~2019년)       | 고영준 | 서울과학기술대학교 교수 |
| 제15대 (2020년~)                 | 백진경 | 인제대학교 교수         |

## 연혁
- 1994 이화여자대학교 추계학술대회
- 1998 제3회 아시아디자인학술대회(한.중.일 디자인학회 공동주최 / 타이완 차우양과학기술대학)
- 1999 제4회 아시아디자인학술대회(한.중.일 디자인학회 공동주최 / 일본 나가오카조형대학)
- 2001 제5회 아시아디자인학술대회 (한.중.일 디자인학회 공동주최 / 서울대학교)
- 2003 제1회 전국대학생 디자인 학술대회(이화여자대학교),
- 제6회 아시아디자인학술대회 (한.중.일 디자인학회 공동주최 / 일본 츠쿠바대학교)
- 2004 제2회 전국대학생 디자인 학술대회(건국대학교)
- 2005 제1회 International Design Conference(KSDS, JSSD, DRS / 대만 율린대학교), 제3회 전국대학생 디자인 학술대회(한국기술교육대학교)
- 2007 국가디자인 심포지엄 한국디자인진흥원

2018년
- 한국디자인학회 봄 국제학술대회 (2018 KSDS Spring International Conference), 서울과학기술대학교 다빈치관,
- 심사위원 워크숍 개최, 서울과학기술대학교, 다빈치관
- 한국디자인학회 가을 국제학술대회(2018 KSDS Fall Invitational Exhibition) 동명대학교 건축디자인관>

2019년
- 2019년 한국디자인학회 봄 국제학술대회(2019 KSDS Spring International Conference), 서울여자대학교, 50주년 기념관
- 한국디자인학회 봄 국제초대전(2019 KSDS Spring International Invitational Exhibition), 서울여자대학교, 바롬갤러리
- 심사위원 워크숍 개최, 서울과학기술대학교, 다빈치관
- 한국디자인학회 가을 국제학술대회(2019 KSDS Fall International Conference), KINTEX, 제1전시장 5홀
- 한국디자인학회 정기총회, KINTEX, 제1전시장 5홀
- 한국디자인학회 가을 국제초대전(2019 KSDS Fall International Invitational Exhibition), KINTEX, 제1전시장 5홀